# Lokvát
Lokvát (Eriobotrya) je rod subtropických, stálezelených stromů nebo keřů, systematicky náležejících do čeledi růžovitých. Je tvořen dvaceti až třiceti druhy rostoucími v Asii, druhotně i ve Střední a Jižní Americe, Africe, Austrálii i na Novém Zélandu. Jsou také vysazovány ve Středozemí (Itálie, Španělsko, Řecko, Turecko, Izrael), kde tamní podnebí dobře vyhovuje vyšlechtěným varietám lokvátu japonského pěstovanému pro plody.

## Ekologie
Rostliny některých druhů jsou částečně zimovzdorné, snesou při suchém počasí několik stupňů pod bodem mrazu, středoevropskou zimu však v nechráněném prostoru nepřečkají. Také jejich podzimní doba kvetení a brzká jarní sklizeň se nedá změnit. Vysazují se na slunná stanoviště do hluboké, propustné a úrodné půdy, na klimaticky neideálních místech se pěstují u jižních a západních zdí.

## Popis
Rod lokvát je tvořen neopadavými, plytce kořenícími keři vysokými okolo 1 m nebo stromy se šedohnědou kůrou dorůstajícími až do výšky 10 metrů. Jsou porostlé chlupatými, střídavými, jednoduchými listy s krátkými řapíky nebo přisedlými. Jejich eliptické až podlouhlé čepele jsou dlouhé 5 až 40 cm, kožovité, celokrajné nebo zubaté a mají výraznou zpeřenou žilnatinu.
Oboupohlavné květy na stopkách jsou velké 15 až 20 mm a bílé nebo nažloutlé. Vyrůstají v počtech 20 až 40 v koncových latách či složených hroznech. Vytrvalý kalich je složen z pěti trojúhelníkovitých zubů. Korunu tvoří pět vejčitých až podlouhlých lístků s nehtem. Tyčinek, kratších než okvětní lístky, bývá v květu 10 až 20; semeník má dva až pět oddílů po dvou vajíčkách, nese stejný počet dole srostlých čnělek s jednolaločnou bliznou. Pohárkovité češule jsou velké okolo 3 mm a obvykle plstnaté. Květy jsou opylovány létajícím hmyzem.
Plody jsou elipsoidní až kulovité, masité, žluté, načervenalé nebo oranžové malvice mající v průměru 3 až 5 cm. Jsou jemně chlupaté a na vrcholu mají přirostlý vytrvalý kalich, obsahují jedno, dvě i více kulatých či hranatých semen.

## Rozmnožování
Druhy pěstované jako okrasné rostliny se spolehlivě rozmnožují jak semeny, tak i řízky. U rostlin od kterých požadujeme kvalitní plody se však množí jen vegetativně, protože jen tak lze zajistit přenos vyšlechtěných vlastností rodičů na potomky. V přírodě jsou semena rostlin spolehlivě rozšiřována po okolí zvířaty, hlavně ptáky, po projití trávicím ústrojím nic neztrácejí na klíčivosti.

## Význam
Jednoznačně nejvíce pěstovaným druhem, rozšířeným po mnoha subtropických krajinách, je lokvát japonský (Eriobotrya japonica). Je oblíben pro své chutné plody s dužinou příjemné vůně a chutí, které se mohou jíst v čerstvém stavu nebo se z nich připravují zavařeniny a džemy. Bylo již vyšlechtěno mnoho variet s plody většími, sladšími, trvanlivějšími i odolnějšími vůči nepřízni počasí. Semena plodů obsahují hořký amygdalin, který působí po požití většího množství na lidi i zvířata toxicky. Plody jsou citlivé na otlačení, nesnášejí delší přepravu a proto se do Střední Evropy málo dovážejí.
Plody dalších druhů lokvátu již nejsou tak oblíbené, z ostatních se pro konzumaci ještě obvykle pěstuje Eriobotrya deflexa. Některé druhy se vysazují jako okrasné rostliny.

## Galerie

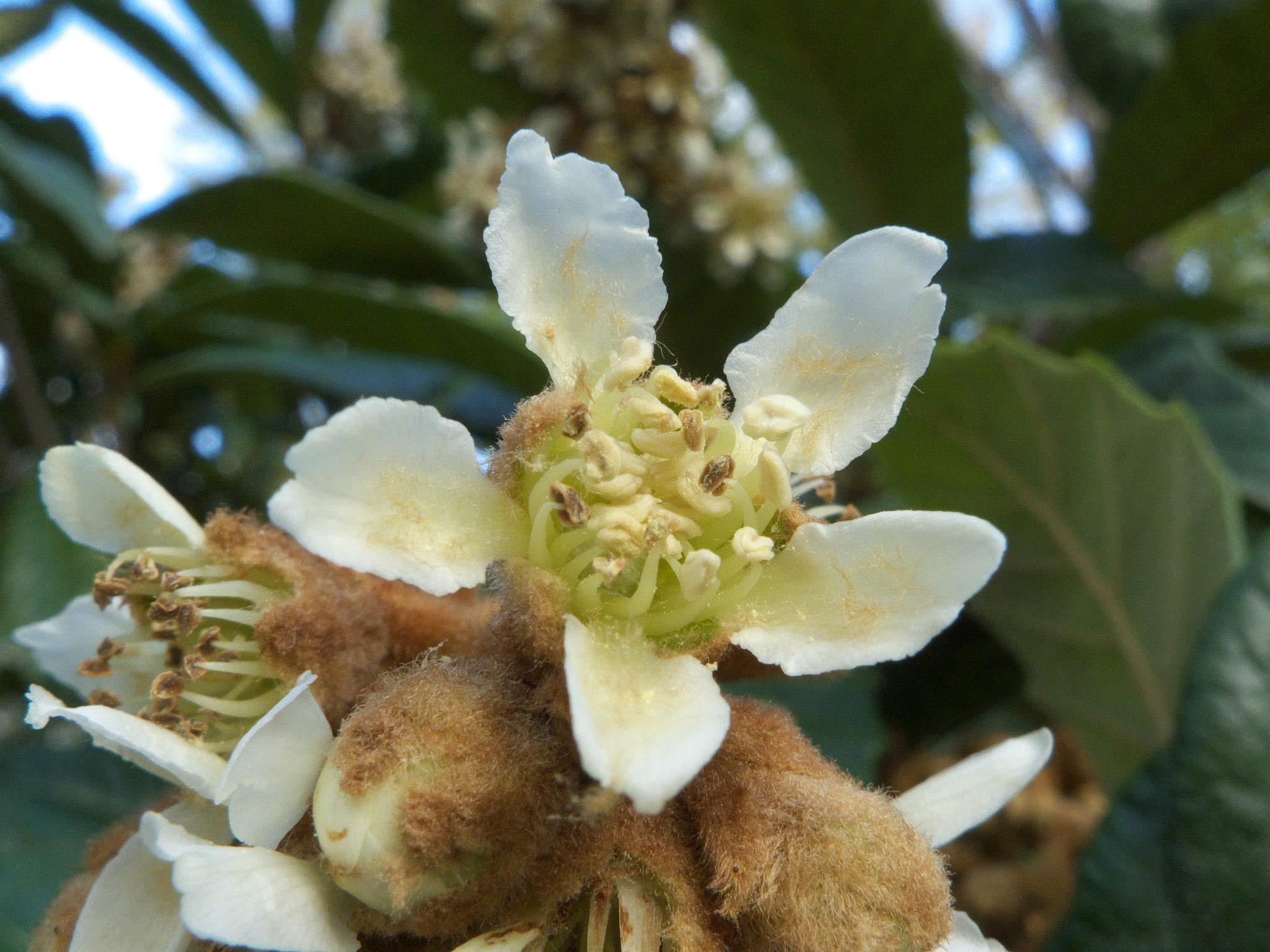
Květ
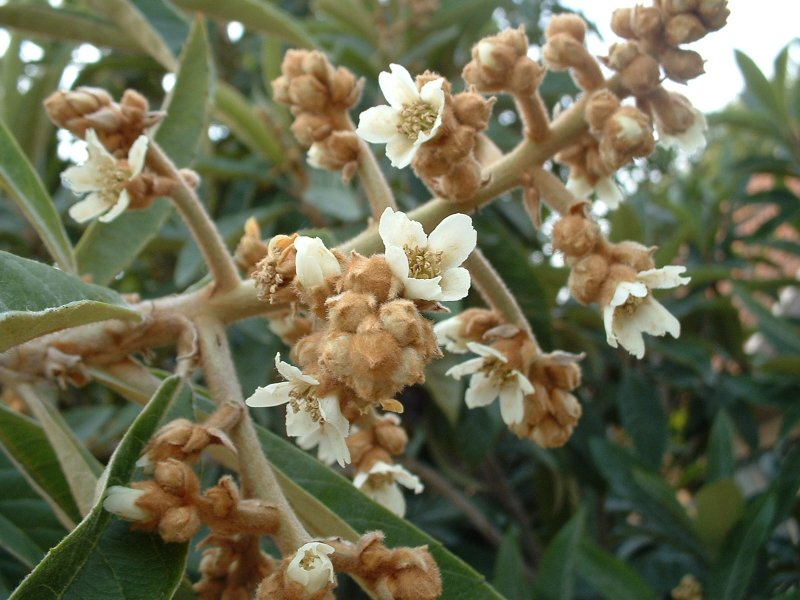
Květenství
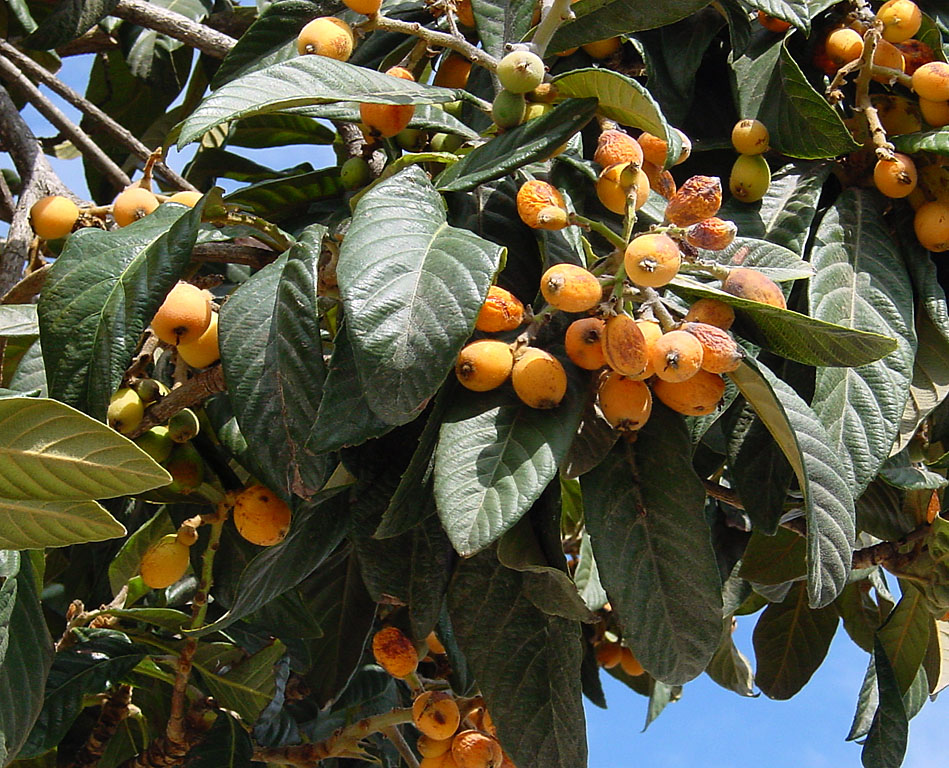
Plodenství
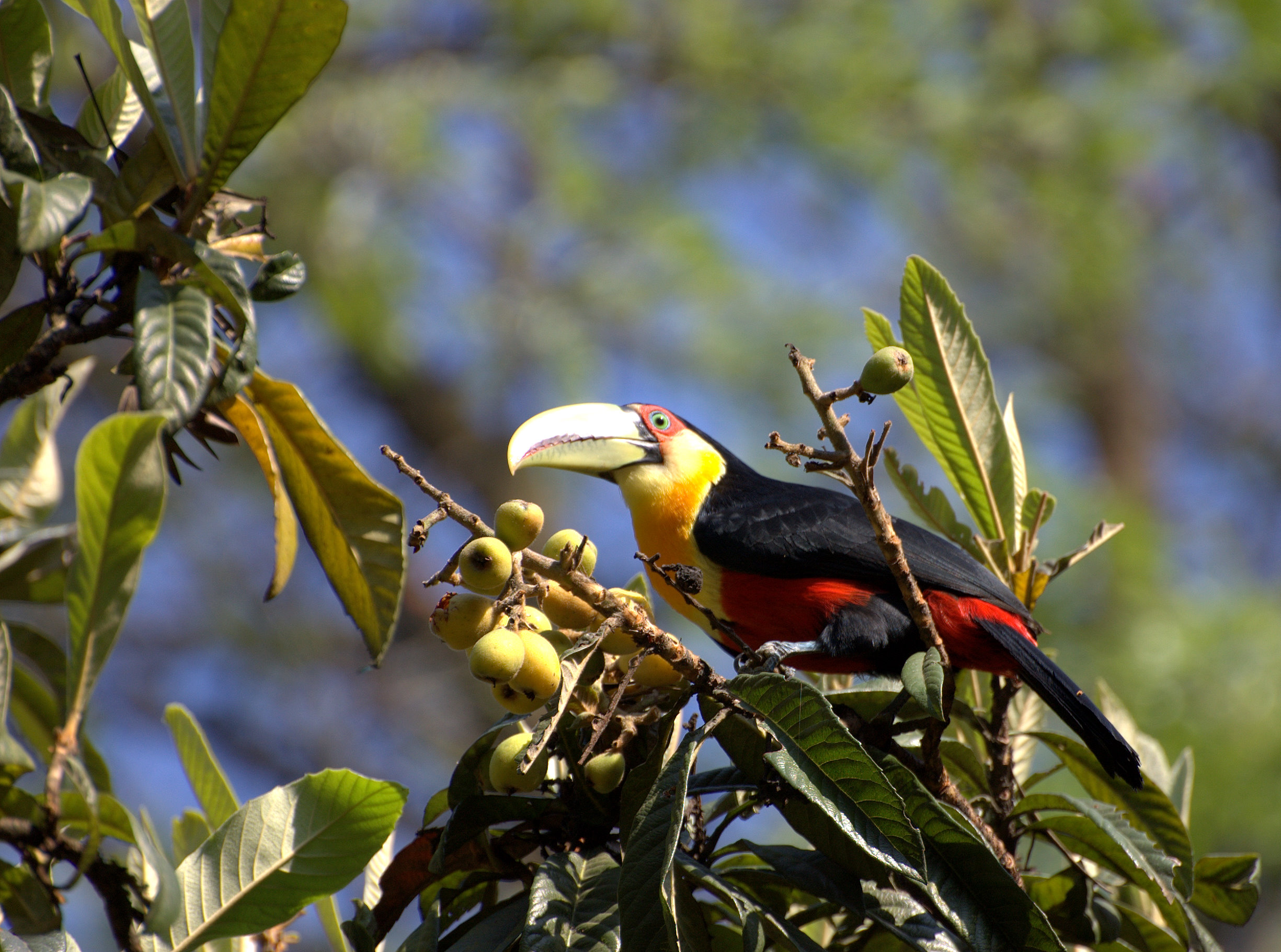
Rozsévač semen tukan pestrý
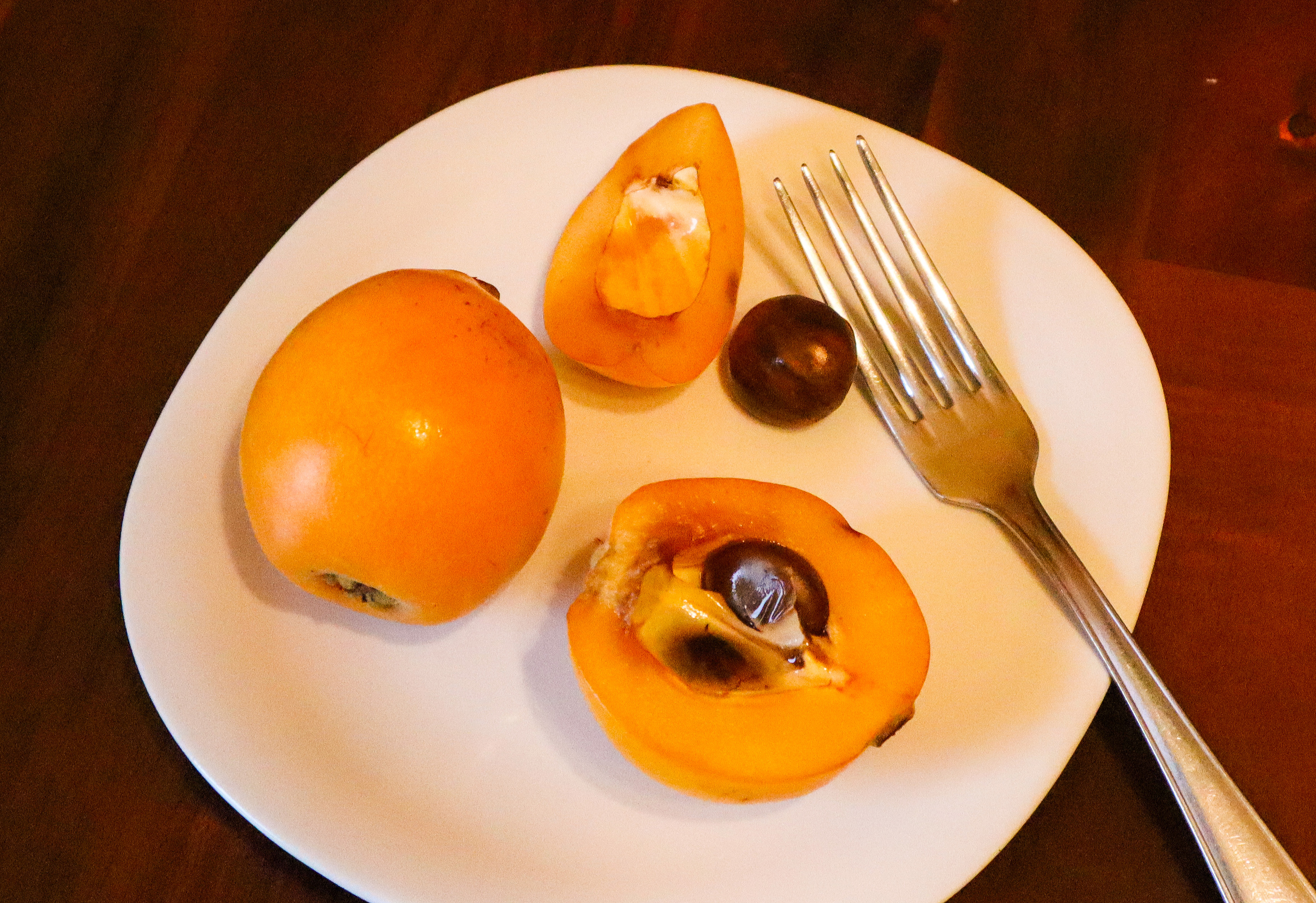
Chutné plody